# هارسووو (استان بلاگووگراد)
هارسووو (به بلغاری: Harsovo) یک منطقهٔ مسکونی در بلغارستان است که در ساندانسکی واقع شده‌است.